# تاتیانا گودرتزو
تاتیانا گودرتزو (ایتالیایی: Tatiana Guderzo؛ زادهٔ ۲۲ اوت ۱۹۸۴) دوچرخه‌سوار اهل ایتالیا است.
وی همچنین برندهٔ جوایزی همچون نشان شایستگی از جمهوری ایتالیا شده‌است.
وی در مسابقات کشوری و بین‌المللی در مجموع برندهٔ ۲ مدال طلا، ۱ مدال نقره، ۳ مدال برنز شده‌است.